# 行元寺 (品川区)
行元寺（ぎょうがんじ）は、東京都品川区にある天台宗の寺院。

## 概要
創建年代は不明である。源頼朝が当寺で戦勝祈願をしたため平安時代末期以前から存在するとも、太田道灌が江戸城を築城する際の地鎮祭を行った尊慶による開山ともいわれている。
元々は牛込肴町（現・東京都新宿区神楽坂）に位置していたが、1907年（明治40年）に現在地に移転した。
当寺17世住職豊道春海は、書家でもあり、書道界の第一人者として知られている。子の印南渓龍も書家であり、読売新聞の題字も彼の作である。

## 境内
- 大崎富吉復讐の碑

1783年（天明3年）に行元寺内で起きた仇討事件を記念する碑。戸賀崎暉芳一門が助太刀に加勢した。碑文は大田南畝が書いたものである。
- 大震災横死者供養塔

関東大震災の犠牲者を慰霊するための供養塔。碑文は豊道春海が書いたものである。

## 交通アクセス
- 不動前駅より徒歩5分。